# 馬丁公理
在數學的集合論中，馬丁公理（Martin's axiom）是一個由唐纳德·A·馬丁和羅伯特·M·梭羅維引進的公理，這公理獨立於慣常的、帶有選擇公理的策梅洛-弗蘭克爾集合論（ZFC）。這公理在連續統假設成立的狀況下成立，但也與否定連續統假設的ZFC公理系統相容。
用較不正式的講法，馬丁公理講的是任何小於連續統{\displaystyle {\mathfrak {c}}}的基數，其行為會與{\displaystyle \aleph _{0}}大體類似。這公理背後的想法可藉由研究羅修娃－西葛斯基引理的證明得知；而這是用以控制特定力迫論證的其中一個原則。

## 陳述
給定任意的基數{\displaystyle \kappa }，我們可以定義一個如下的陳述，並將這陳述給記做{\displaystyle \operatorname {MA} (\kappa )}：
對於任意滿足可數鏈條件的偏序{\displaystyle P}及任意{\displaystyle P}的稠密集的集族{\displaystyle D}而言，若{\displaystyle D\leq \kappa }，則存在一個{\displaystyle P}上的濾子{\displaystyle F}，使得對於任意的{\displaystyle d\in D}而言，{\displaystyle F\cap d}非空。
由於這是一個使得{\textstyle \operatorname {MA} ({\mathfrak {c}})}不成立的ZFC定理之故，因此馬丁公理可表述如下：
馬丁公理（MA）：對於任意的{\displaystyle \kappa <{\mathfrak {c}}}，{\displaystyle \operatorname {MA} (\kappa )}成立
在這情況（應用可數鏈條件）下，一個反鏈{\displaystyle A}是{\displaystyle P}的子集，且這子集使得{\displaystyle A}的任意兩個元素不兼容（若在偏序中存在一個低於兩者的共通元素，則說兩個元素是兼容的），而這與樹等情況下的反鏈是不同的。
{\textstyle \operatorname {MA} (\aleph _{0})}為真，而這即是羅修娃－西葛斯基引理。
{\textstyle \operatorname {MA} (2^{\aleph _{0}})}為假：{\displaystyle \left[0,1\right]}是一個緊緻豪斯多夫空間，因此是個可分空間並滿足可數鏈條件。這集合沒有孤立點，因此其中的點是無處稠密的；但這集合是{\displaystyle 2^{\aleph _{0}}={\mathfrak {c}}}這麼多的點的聯集。（也可參見下述的與{\displaystyle \operatorname {MA} ({\mathfrak {c}})}等價的條件）

## 與MA⁡(κ){\displaystyle \operatorname {MA} (\kappa )}等價的陳述
以下陳述與{\displaystyle \operatorname {MA} (\kappa )}等價：
- 若{\displaystyle X}是一個滿足可數鏈條件的緊緻豪斯多夫空間，那{\displaystyle X}不會是{\displaystyle \kappa }個或更少的無處稠密集的聯集。
- 若{\displaystyle P}是一個上升的、滿足可數鏈條件的偏序集，而{\displaystyle Y}是{\displaystyle P}的餘有限子集的集族，且{\displaystyle \left\vert Y\right\vert \leq \kappa }，則存在一個向上的集合{\displaystyle A}使得{\displaystyle A}會見所有{\displaystyle Y}的元素。
- 若{\displaystyle A}是一個滿足可數鏈條件的非零布爾代數而{\displaystyle F}是{\displaystyle A}的子集的集族，且{\displaystyle \left\vert F\right\vert \leq \kappa }，那就存在一個布爾同態{\displaystyle \Phi :A\rightarrow \mathbb {Z} /2\mathbb {Z} }，使得對於任意{\displaystyle F}中的{\displaystyle X}而言，要不有一個{\displaystyle a\in X}，使得{\displaystyle \Phi (a)=1}，要不有個{\displaystyle X}有個上界{\displaystyle b}，使得{\displaystyle \Phi (b)=0}

## 結果
馬丁公理在組合數學、數學分析跟拓樸學上有許多有其他有趣的結果：
- 在波蘭空間上的無原子σ-有限博雷爾測度中，{\displaystyle \kappa }個或更少的零測集依舊是零測集；不僅如此，實數集的{\displaystyle \kappa }個或更少的勒貝格測度為零的子集的聯集，其勒貝格測度為零。
- 對於一個緊緻豪斯多夫空間{\displaystyle X}而言，若{\displaystyle \left\vert X\right\vert \leq 2^{\kappa }}，則這空間是序列緊緻的，也就是說這空間中的每個序列都有一個收斂子序列。
- 在{\displaystyle \mathbb {N} }上，沒有任何非主要的超濾子的基本基數會小於{\displaystyle \kappa }。
- 等價地，對於任意的{\displaystyle x\in \beta \mathbb {N} \ \mathbb {N} }，有{\displaystyle \chi (x)\geq \kappa }，此處的{\displaystyle \chi }是{\displaystyle x}的特徵（英语：Cardinal function），因此{\displaystyle \chi (\beta \mathbb {N} )\geq \kappa }。
- {\textstyle \operatorname {MA} (\aleph _{1})}蘊含說滿足可數鏈條件的拓樸空間的乘積依舊滿足可數鏈條件，而這結果又蘊含說蘇斯林線（英语：Suslin line）不存在。
- 若馬丁公理成立，而連續統假設不成立，那就表示存在有非自由的懷特海群（Whitehead group）；細拉（英语：Saharon Shelah）用這結果證明說懷特海問題獨立於ZFC。

## 後續發展
- 馬丁公理的一般化版本為真力迫公理（英语：proper forcing axiom）以及馬丁最大值（英语：Martin's maximum）。
- 謝爾頓·W·戴維斯（Sheldon W. Davis）在他的說中提出馬丁公理是受到貝爾綱定理的啟發而來的。[2]

## 延伸閱讀
- Fremlin, David H. . Cambridge tracts in mathematics, no. 84. Cambridge: Cambridge University Press. 1984. ISBN 0-521-25091-9.
- Jech, Thomas, 2003. Set Theory: The Third Millennium Edition, Revised and Expanded.  Springer.  ISBN 3-540-44085-2.
- Kunen, Kenneth, 1980. Set Theory: An Introduction to Independence Proofs. Elsevier.  ISBN 0-444-86839-9.